# Алісія Госкін
Алісія Госкін (6 лютого 2000 , Гісборн ) — новозеландська спортсменка, веслувальниця-байдарочниця, дворазова олімпійська чемпіонка 2024 року.

## Виступи на Олімпіадах
| Олімпіада  | Дисципліна                    | Місце |
| ---------- | ----------------------------- | ----- |
| Токіо 2020 | байдарка-двійка, 500 метрів   | 14    |
| Токіо 2020 | байдарка-четвірка, 500 метрів | 4     |
| Париж 2024 | байдарки-двійки, 500 метрів   | 1     |
| Париж 2024 | байдарки-четвірки, 500 метрів | 1     |

## Зовнішні посилання
- Алісія Госкін на сайті International Canoe Federation (англійська)
- Алісія Госкін на сайті Olympics.com (англійська)
- Алісія Госкін на сайті Olympedia (англійська)
- Алісія Госкін на сайті New Zealand Olympic Committee (англійська)